# Annona neoecuadorensis
Annona neoecuadorensis är en kirimojaväxtart som beskrevs av H. Rainer. Annona neoecuadorensis ingår i släktet annonor, och familjen kirimojaväxter. Inga underarter finns listade i Catalogue of Life.